# Шустер, Юлиан
Юлиан Шустер (нем. Julian Schuster; род. 15 апреля 1985, Битигхайм-Биссинген, Баден-Вюртемберг) — немецкий футболист и футбольный тренер. Главный тренер клуба «Фрайбург».

## Карьера игрока
Начал карьеру в любительском футбольном клубе «Лёхгау». Зимой 2005 года перешёл в «Штутгарт», где начал выступления за вторую команду. Дебютировал в Бундеслиге за основную команду 27 октября 2007 года в матче против «Байера 04» (1:0), заменив травмированного Роберто Хильберта. 17 декабря подписал профессиональный контракт до 2010 года.
Полгода спустя стал игроком «Фрайбурга», выступавшего во Второй Бундеслиге. По ходу сезона 2008/09 стал игроком основы и добился с командой повышения в классе. 27 сентября 2009 года в матче против мёнхенгладбахской «Боруссии» (3:0) забил первый гол в Бундеслиге. В матче против «Хоффенхайма» 9 апреля 2011 года забил гол прямым ударом с углового, получив награду за лучший гол месяца в Бундеслиге. После ухода Хайко Бучера из команды во время зимней паузы сезона 2012/13 стал капитаном.
31 марта 2012 года провёл 100-ю игру за «Фрайбург», отметившись голом в ворота «Байера 04». После вылета команды из Бундеслиги в 2015 году уже в следующем сезоне стал чемпионом Второй Бундеслиги и вернулся в высший дивизион немецкого футбола. По окончании сезона 2017/18 закончил игровую карьеру в возрасте 33 лет.
На протяжении карьеры выступал в разных ролях на позиции полузащитника, также периодически выполнял роль центрального защитника.

## Тренерская карьера
По завершении игровой карьеры стал так называемым «связывающим тренером» во «Фрайбурге». В его обязанности входило координирование работы юниорской (до 19 лет), второй и основной команд. Параллельно занимал пост ассистента главного тренера. В октябре 2022 года наравне с другим ассистентом, Патриком Байером, ввиду заболевания COVID-19 у главного тренера Кристиана Штрайха исполнял обязанности главного тренера в матче Лиги Европы против «Нанта». В 2023 году прошёл курсы в немецком футбольном союзе и получил тренерскую лицензию «Про».
Перед сезоном 2024/25 стал главным тренером «Фрайбурга», сменив Кристиана Штрайха, покинувшего клуб после 12,5 лет на посту главного тренера.

## Личная жизнь
Вырос в футбольной семье. Брат Робин выступал за «Штутгарт II», «Фрайбург II» и «Зонненхоф Гроссаспах». Двоюродный брат — Бенедикт Рёкер, бывший профессиональный футболист, закончивший карьеру в 2021 году.